# Ptecticus rhodesiae
Ptecticus rhodesiae är en tvåvingeart som beskrevs av James 1952. Ptecticus rhodesiae ingår i släktet Ptecticus och familjen vapenflugor.
Artens utbredningsområde är Zimbabwe. Inga underarter finns listade i Catalogue of Life.